# Soda Bay (California)
Soda Bay es un lugar designado por el censo ubicado en el condado de Lake, California, Estados Unidos. Según el censo de 2020, tiene una población de 1163 habitantes.
En los Estados Unidos, un lugar designado por el censo (traducción literal de la frase en inglés census-designated place, CDP) es una concentración de población identificada por la Oficina del Censo de los Estados Unidos exclusivamente para fines estadísticos.
A todos los efectos prácticos, es un balneario de la localidad de Kelseyville ubicado en las costas del lago Clear. 

## Geografía
Está ubicado en las coordenadas 39°0′9″N 122°46′46″O / 39.00250, -122.77944 (39.002431, -122.779476).